# 世界三大料理
世界三大料理（英語：The Three Grand Cuisines），又可翻譯為世界三大菜系，是源自19世記歐洲，但當今歐美等地少有此說法，此稱號於日本較常見，認為世界上最美味、最丰富菜餚的三個國家的菜餚，即中國菜、法國菜和土耳其菜，这三者的地位一樣，並無誰高誰低。
此概念原本是歐洲人在19世紀初所定義的，最早使用這個說法的是英國，後傳至美國，二戰後才傳至日本。歐美雖然是這個名詞的發源地，但是在歐美人的日常生活中“世界三大料理”的概念並不常見，反而是在日本更加常用。這是因為在1980年代後日本進入泡沫經濟時代，所有世界上最好的東西日本人都想嘗試，恰逢土耳其政府正在積極向日本推銷最高價的土耳其農產品，例如土耳其秋葵等。為了增加知名度，土耳其政府而刻意加入“世界三大料理”以獲得日本賣家的認同。久而久之，“世界三大料理”一詞就在日本得到定型。
在中文裡，「世界三大料理」一詞是日本人翻譯的。在傳至中國大陸時，為了結合中文的語法，中國人將“料理”改為“菜系”，因此變化出“世界三大菜系”的說法，但在其它華人地區則兩者通用。

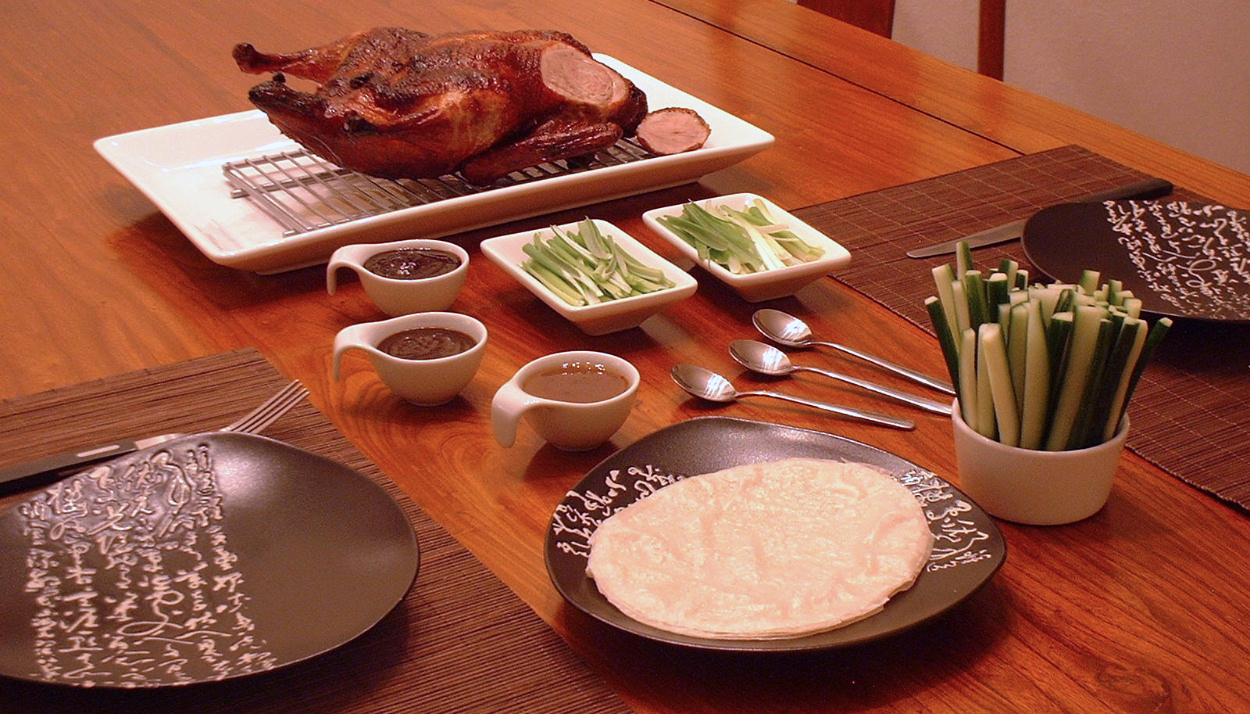
北京烤鸭，属於中国菜
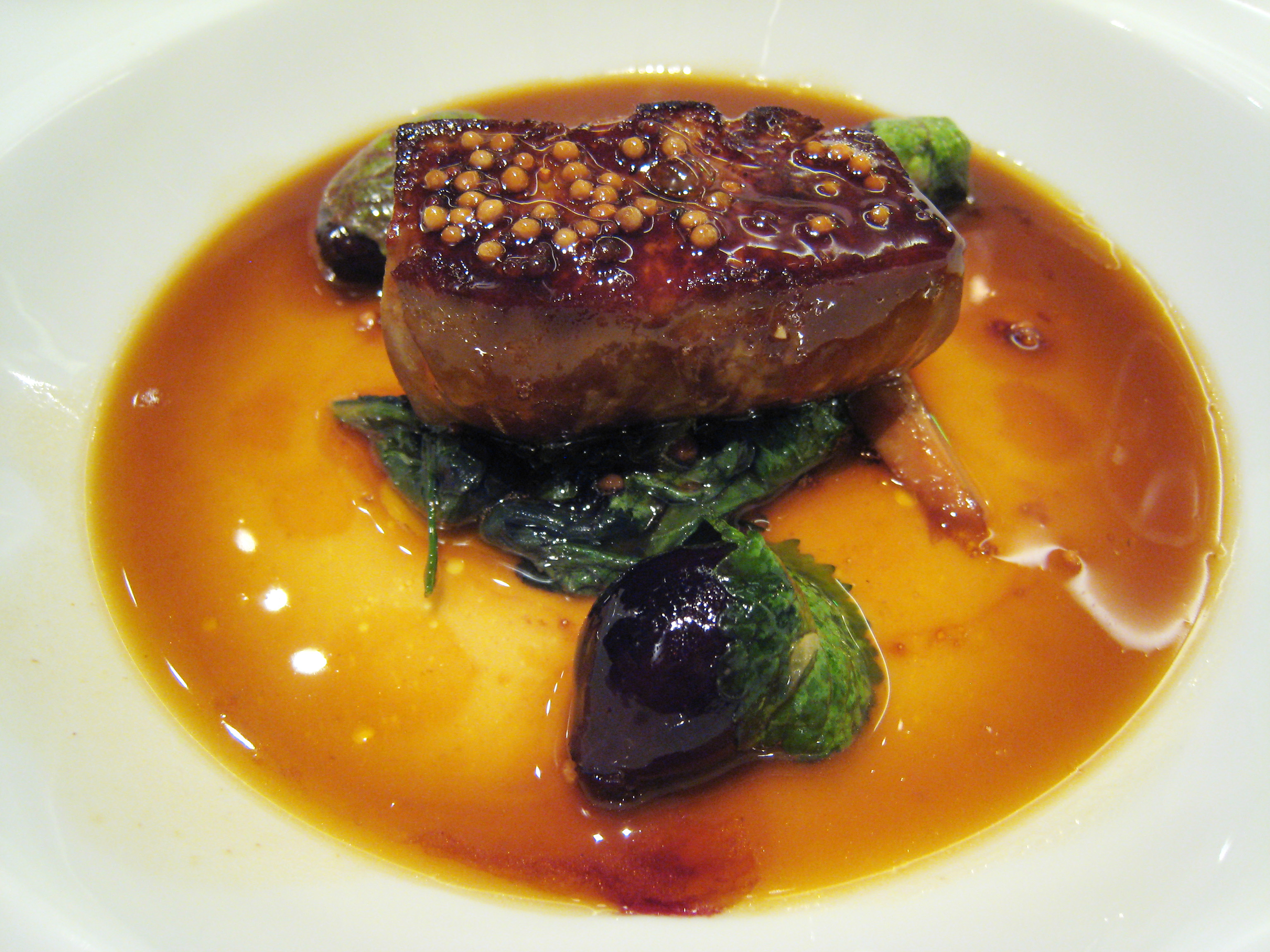
煎鴨肝，屬於法國菜
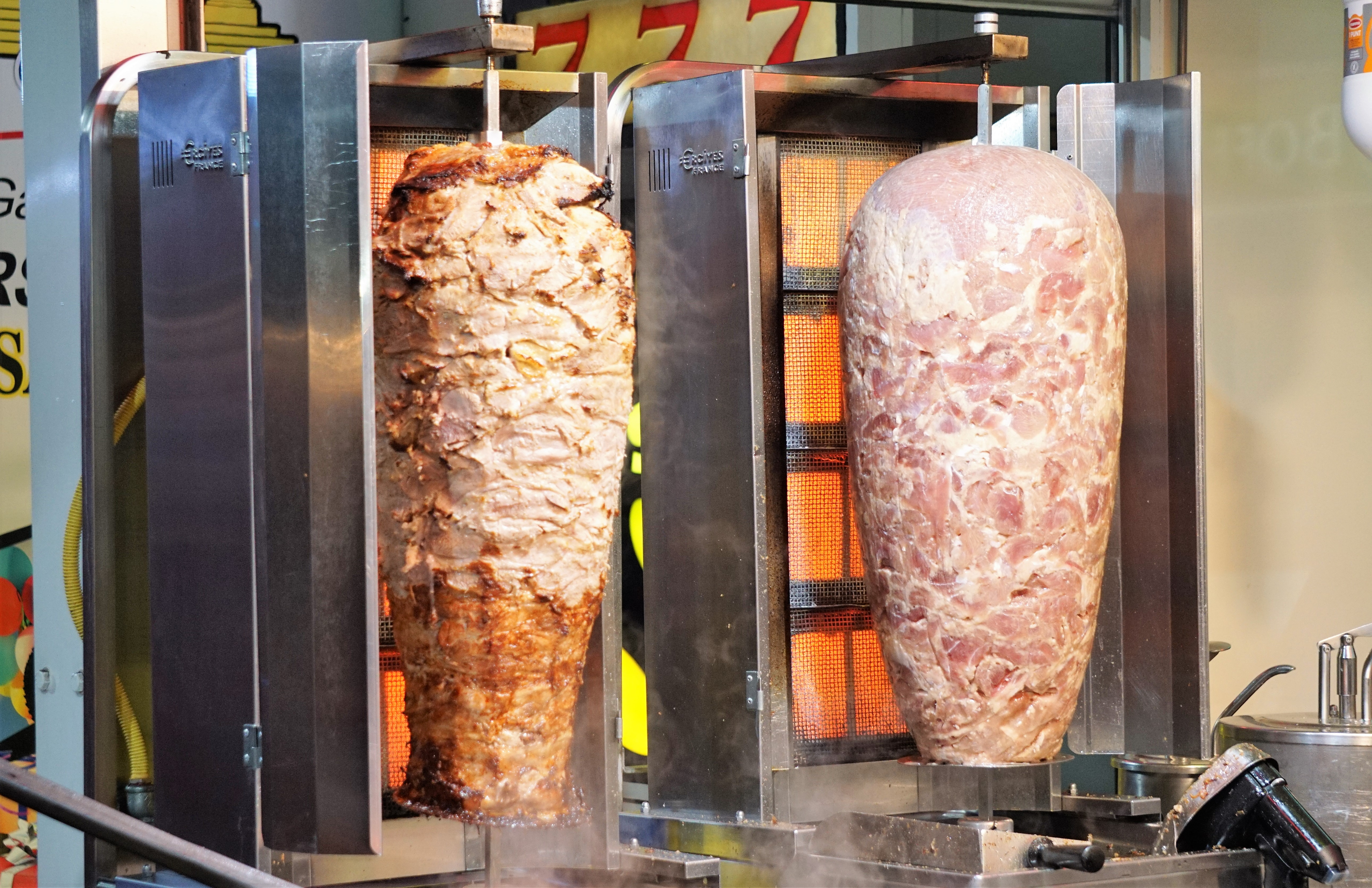
沙威瑪烤肉三明治，屬於土耳其菜

## 脚注
1. ↑  THE OTTOMAN CUISINE : One of the renowned three cuisines （页面存档备份，存于） トルコ政府観光局公式サイト（英文）
オスマン（トルコ）料理が世界三大料理の一つである由来について述べ、トルコ料理の歴史・文化的背景やメニューの全体像について記述する。
2. ↑  世界の「ふしぎ雑学」研究会「世界の三大料理」『図解 世界の「三大」なんでも事典』王様文庫、三笠書房、2007年11月、pp.110?113。 ISBN 978-4837963790
3. ↑  .   [2022-11-25]. （原始内容存档于2022-08-19）.
4. ↑  .   [2022-11-25]. （原始内容存档于2022-11-25）.